# Światło stop

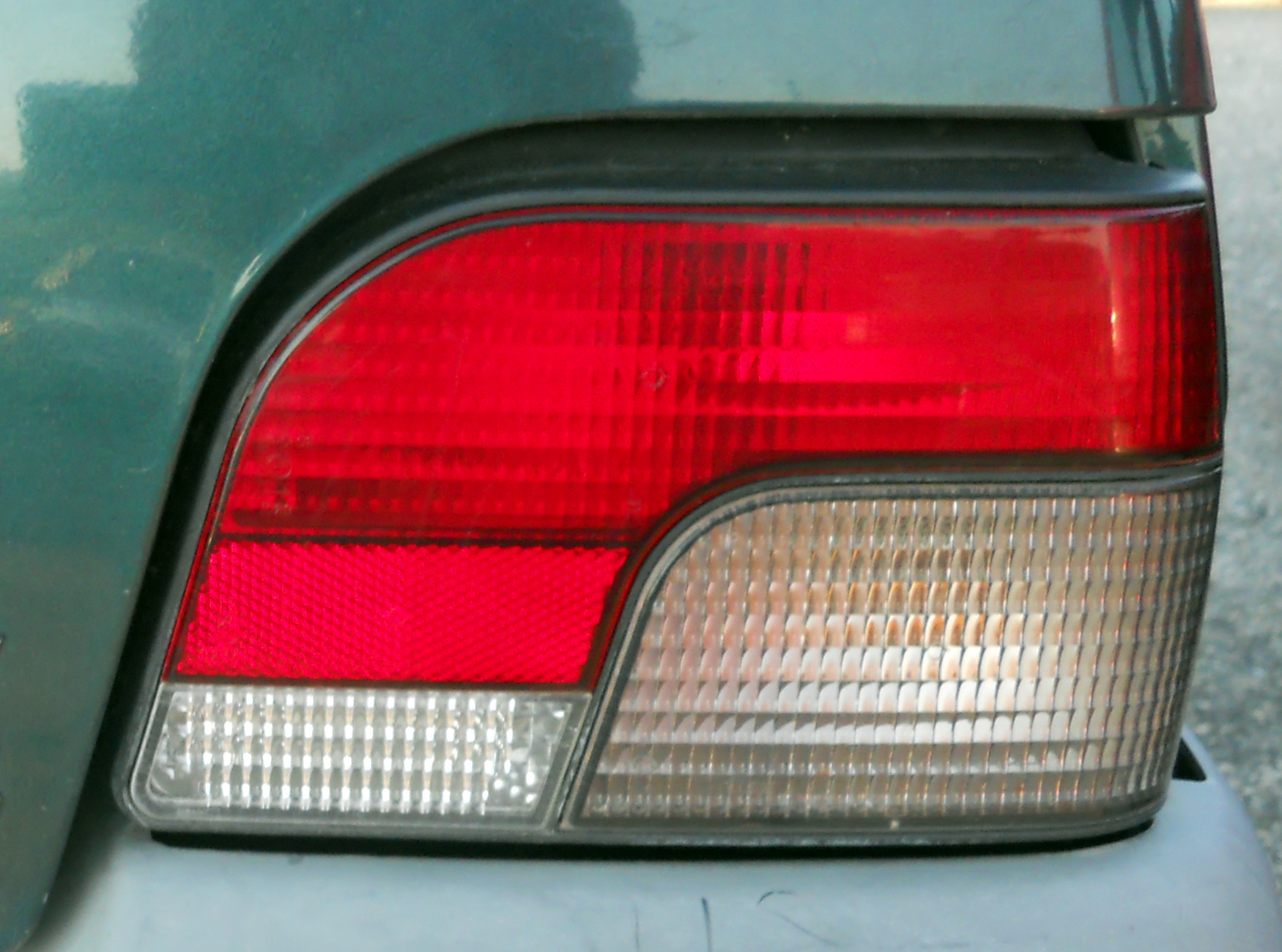
Zespolone światła tylne samochodu Rover 100: postojowe/stop, cofania i kierunkowskazu

Światło stop (światło hamowania) – czerwone światło umieszczone w tylnej części pojazdu. Włącza się samoczynnie po naciśnięciu pedału hamulca podstawowego (roboczego). W większości samochodów nie jest połączone z instalacją hamulca dodatkowego (awaryjnego; potocznie: ręcznego). Żarówki używane to: żarówka P21/5W (połączona z żarówką postojową 5 W), żarówka P21W.
W Polsce obowiązek posiadania świateł hamowania jest określony w Rozporządzeniu Ministra Infrastruktury z dnia 31 grudnia 2002 r. 
 W sprawie warunków technicznych pojazdów oraz zakresu ich niezbędnego wyposażenia. Wymaga ono stosowania światła hamowania w pojazdach samochodowych, przyczepach, ciągnikach rolniczych i leśnych, pojazdach wolnobieżnych, motocyklach i motorowerach. Nie jest wymagane w pojazdach wolnobieżnych, którego konstrukcja uniemożliwia rozwijanie prędkości przekraczającej 10 km/h.

## Trzecie światło hamowania
Z wyjątkiem dwóch świateł hamowania zamontowanych w lampach zespolonych, stosuje się również w samochodach trzecie światło hamowania. Montuje się je w specjalnej oprawie w osi samochodu. Przeważnie na krawędzi dachu i tylnej szyby.
Trzecie światło hamowania najczęściej wykonane jest z diod elektroluminescencyjnych.